# Team Concordia Forsikring-Himmerland/Saison 2011
Dieser Artikel listet Erfolge und Mannschaft des Radsportteams Team Concordia Forsikring-Himmerland in der Saison 2011 auf.

## Erfolge in der UCI Europe Tour
| Datum    | Rennen                                          | Kat. | Fahrer                  |
| -------- | ----------------------------------------------- | ---- | ----------------------- |
| 27. Mai  | Dänische Meisterschaft – Einzelzeitfahren (U23) | NC   | Rasmus Christian Quaade |
| 29. Mai  | Dänische Meisterschaft – Straßenrennen (U23)    | NC   | Lasse Norman Hansen     |
| 23. Juni | Dänische Meisterschaft – Einzelzeitfahren       | NC   | Rasmus Christian Quaade |

## Zugänge – Abgänge
| Zugänge                 | Team 2010                       | Abgänge         | Team 2011                |
| ----------------------- | ------------------------------- | --------------- | ------------------------ |
| Rasmus Guldhammer       | Team HTC-Columbia               | Philip Nielsen  | Christina Watches-Onfone |
| Ricky Jørgensen         | Glud & Marstrand-LRØ Rådgivning | Kristian Sobota | Christina Watches-Onfone |
| Niki Byrgesen           | Team Designa Køkken-Blue Water  | Daniel Foder    | Glud & Marstrand-LRØ     |
| Jens Erik Madsen        | Team Designa Køkken-Blue Water  | Nicolaj Olesen  | Team Energi Fyn          |
| Rasmus Christian Quaade | Team Designa Køkken-Blue Water  | Morten Høberg   | Blois Cac 41             |
| Andreas Frisch          | Team Energi Fyn                 | Thomas Just     | Unbekannt                |
| Thomas Guldhammer       | Team Energi Fyn                 | Simon Lerbech   | Unbekannt                |
| Mads Meyer              | Team Energi Fyn                 | Jeppe Nielsen   | Unbekannt                |
| Christian Ranneries     | Team Energi Fyn                 | Thomas Oredsson | Unbekannt                |
| Lasse Norman Hansen     | Neoprofi                        | Thomas Riber    | Unbekannt                |

## Mannschaft
| Name                    | Geburtstag       | Nationalität |
| ----------------------- | ---------------- | ------------ |
| Nikola Aistrup          | 22. August 1987  | Dänemark     |
| Niki Byrgesen           | 21. Juli 1990    | Dänemark     |
| Andreas Frisch          | 6. Mai 1986      | Dänemark     |
| Rasmus Guldhammer       | 9. März 1989     | Dänemark     |
| Thomas Guldhammer       | 31. Juli 1987    | Dänemark     |
| Lasse Norman Hansen     | 11. Februar 1992 | Dänemark     |
| Ricky Jørgensen         | 5. Juni 1989     | Dänemark     |
| Sebastian Lander        | 11. März 1991    | Dänemark     |
| Kaspar Larsen           | 13. April 1987   | Dänemark     |
| Jens Erik Madsen        | 30. März 1981    | Dänemark     |
| Mads Meyer              | 10. Januar 1990  | Dänemark     |
| Rasmus Christian Quaade | 7. Januar 1990   | Dänemark     |
| Christian Ranneries     | 5. Mai 1988      | Dänemark     |
| Nicolai Steensen        | 29. März 1990    | Dänemark     |

## Platzierungen in UCI-Ranglisten
UCI America Tour 2011
|      | Fahrer              | Punkte |
| ---- | ------------------- | ------ |
| 206. | Lasse Norman Hansen | 12     |

UCI Europe Tour 2011
|       | Fahrer                  | Punkte |
| ----- | ----------------------- | ------ |
| 255.  | Rasmus Christian Quaade | 61     |
| 418.  | Rasmus Guldhammer       | 38     |
| 469.  | Sebastian Lander        | 32     |
| 668.  | Nikola Aistrup          | 16     |
| 878.  | Niki Byrgesen           | 8      |
| 1139. | Andreas Frisch          | 3      |